# Panteon
A panteon (ógörögül: πάνθειον, pantheion) egy politeista vallásban az istenségek csoportja. 
A fogalmat a történettudomány az egyes többistenhívő vallások istenei összességének megnevezésére használja. A görög kifejezés szó szerinti jelentése: „az összes isten temploma”. A mai értelemhez közelebb áll az ógörög πανθεῖος (pantheiosz) forma, amelynek jelentése „az istenek” vagy „az összes isten”. A kifejezés a római Pantheon templom nevéből ered, amelyet a rómaiak valamennyi, a birodalom területén tisztelt istennek szenteltek, akiknek nem volt külön templomuk Rómában. Így ez az egyetlen templom testesítette meg Róma számára a teljes panteont, az istenek összességét, ahová a birodalom bármely lakója elmehetett, hogy benne saját istenét tisztelje.
A panteon általában egy teljes népességre vagy földrajzi egységre vonatkozó összegzés. Egyáltalán nem biztos, hogy minden egyén, minden papi közösség vagy politikai-földrajzi egység pontosan ugyanazokat az isteneket tisztelte, de a mítoszrendszer összefüggései és a kulturális kapcsolatok alapján egy összesítő képet lehet vázolni a panteonok egészéről. Így például az ókori Egyiptomban az unui Ré-papság és uaszeti Ámon-papság istenelképzeléseiben nem sok közös elem volt, mégis mindkét esetben az egyiptomi panteon isteneiről beszélünk. A henoteisztikus vonulatokat figyelembe véve ugyanakkor külön unui és uaszeti panteonról is beszélhetünk. Hasonló a helyzet az ókori görögöknél is, ahol a küproszi Aphrodité, a delphoi Apollón és a lüdiai Artemisz (Artimosz) kultuszai is összeolvadtak az egységes görög panteonban.
A panteon kifejezés a 20. század második felében átment a köznyelvbe, és kiemelkedő személyek csoportjaira használják. Egy-egy adott tevékenységi kör vagy földrajzi térség legfontosabb személyiségeinek panteonja a munkásságáért leginkább tisztelt személyeket foglalja magában.

## A különböző vallásokban és mitológiákban
- Egyiptomi istenek listája
- Mezopotámiai pantheon
- Görög istenek
- Római istenek
- Hindu panteon
- Sintoista istenek listája